# Ponto único de falha

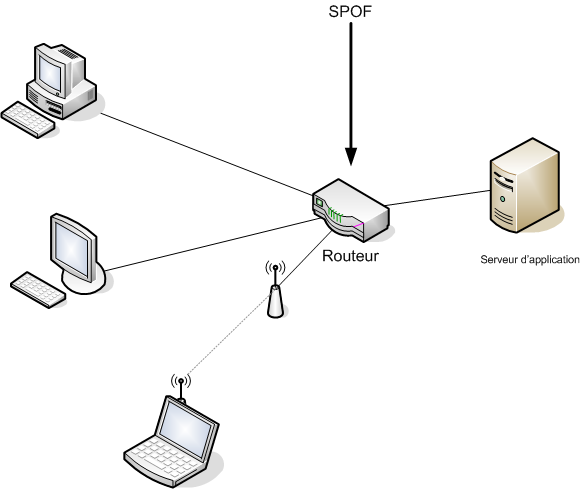
Ponto único de falha aplicado a uma rede. Caso o roteador falhe, toda a rede ficará inoperável.

Um ponto único de falha ou ponto crítico de falha é uma tradução vinda da língua inglesa da expressão Single Point of Failure (en:SPOF) para designar um local num sistema informático que, caso falhe, provoca a falha de todo o sistema.
O conceito, embora mais amplamente utilizado no contexto de sistemas de alta disponibilidade, pode ser um processo ou programa que falhe, ou simbolizar uma eventual avaria num computador.
Tome-se como exemplo um servidor web da Internet: se este for servido por um único acesso à Internet aos seus clientes, ou seja, se for servido por um único ISP, esse será um ponto único de falha.
Um exemplo mais terra-a-terra é o computador de secretária que tem, provavelmente à frente: tem um único processador, um teclado, um monitor, uma fonte de corrente, e por aí adiante. Caso um destes compontentes falhe, todo o sistema ficará indisponível.
Por esse motivo, certos servidores devem ter mais do que uma fonte, e ser servidos por uma UPS; teclados e monitores devem encontrar-se disponíveis para substituir os avariados e mais de um processador (normalmente também por questões de eficiência), etc.